# Устян, Артур Рустамович
Артур Рустамович Устян (арм. Արթուր Ուստյան; род. 11 сентября 1973 года, Тбилиси) — политолог, кандидат политических наук (2002), профессор Гуманитарного Института имени Столыпина. Доктор политологии (Doctor of Political Science) (2019).
Родился в семье военнослужащего. Окончил факультет политологии Международного независимого эколого-политологического университета (МНЭПУ http://www.mnepu.ru/entrance/interior/proud/) по специальности «Геополитика» (второе высшее образование, первое технологическое). В 2002 году в МГУ защитил кандидатскую диссертацию на тему «Концептуальные основы внешнеполитической стратегии России в начале XXI века». Преподавал политологию и ряд гуманитарных дисциплин (в том числе по авторской программе) на кафедре политологии и истории Института бизнеса и политики в Москве, в Институте социальных наук, в Государственном академическом университете гуманитарных наук с 2002 года по 2015-й. https://gaugn.ru/ru-ru/activity-feed/userId/357. Декан экономического факультета Гуманитарного Института имени П. А. Столыпина с 2005 по 2015 гг..
Работы Устяна А. Р. носят неохристианский характер, посвящены исследованию новой мировоззренческой политической концепции развития России в XXI веке: при этом «Неовизантийская концепция» выступает как концепция переосмысления идеи «византизма» на базе современных научных достижений, носящих во многом междисциплинарный характер. Устян — автор первых книг по неовизантизму: «Неовизантизм как евразийская геополитическая стратегия развития России в XXI в.» (2002) и «Политическая концепция неовизантизма» (2003).

## Высказывания
Византизм – это политическое выражение абсорбированного восточным христианством сократо-аристотелевской философии и доведённой до евразийской светско-христианской культур-цивилизационной и мировоззренческой системы ценностей и координат. Византизм – это политический катехон христианизированной сократо-аристотелевской философии, основанной как на аристотелевской, так и на анахтовой логике. Византизм – это политическое ментально-мировоззренческое, цивилизационное, политико-идеологическое, политико-философское и геополитическое выражение христианизированного восточного эллинизма, организационно доведённого им до общехристианской евразийской политической религиозно-философской и мировоззренческой системы развития.

## Устян А. Р. и Ареввизм
Устян А. Р. основоположник «армянского» ответвления неовизантизма — ареввизма (армяно-византийского евразийства). Представители: Н. М. Северикова. Кратко его суть можно изложить следующим образом: Ареввизм сочетает обращение к К.Леонтьеву и евразийцам с глубокими экскурсами в историю Византии и Армении. Согласно ареввистам, именно Армения является связующим звеном между Византией и Россией, и именно на «армянскую силу» надо опираться. Кроме того, ареввисты призывают армян принимать "армянское православие", оставив бесперспективное «монофизитство» как православную ересь.

## Основные труды
- - Устян А.Р. Автореферат диссертации "Концептуальные основы внешнеполитической стратегии России в начале XXI века: геополитический аспект", 2001. Код специальности ВАК:

 23.00.02 http://www.dissercat.com/content/kontseptualnye-osnovy-vneshnepoliticheskoi-strategii-rossii-v-nachale-xxi-veka-geopolitiches
- - Устян А. Р. Неовизантизм как евразийская геополитическая стратегия развития России в XXI веке. — Москва.: Институт Социальных Наук, 2002. — 215 с. (монография) http://my-files.ru/vnicx8
  - Устян А. Р. Политическая концепция неовизантизма. — Москва.: Институт Социальных наук, 2003. — 435 с. (монография) http://my-files.ru/8y12gz
  - Устян А. Р. Политическая философия неовизантизма. — Москва.: Институт ВСК Государственного права и управления, 2005. — 206 с. (монография) http://my-files.ru/nf0fqx
  - Устян А. Р. Основополагающие принципы и подходы по созданию Христианской политической системы и Президентской Монархии в России на основе политической философии неовизантизма и христианского социального учения. — Москва, 2007. — 46 с.
  - Устян А. Р. Политическая философия ареввизма. — Москва, 2007. — 519 с. (монография) http://my-files.ru/knqdim
  - Устян А. Р. Политическая философия русского византизма и ареввизма. — Москва, 2009. — 355 с. (монография). http://my-files.ru/wetxkh
  - Устян А. Р. Концептуальная статья "Философия русского византизма" http://www.vizantarm.am/page.php?330
  - Устян А. Р. Византийская политология: теория и практика. — Москва., 2009. — 273 с. (учебник) http://my-files.ru/834aj9

## Основные положения и выводы теории представлены в следующих публикациях объёмом 150,75 п.л.
- 1.  Устян А.Р. К вопросу о формировании национально-государственной идеологии России или о переходе к новому политическому мышлению // Феномен человека. Актуальные проблемы социально-гуманитарных наук и образования: межвузовский сборник статей. Московский областной гуманитарный институт. Выпуск 4. – Подольск: Ваш Домъ, 2016. С. 218-225. 0,5 п.л. http://my-files.ru/0b0bye (сборник целиком http://my-files.ru/z80j4k)
- 2.  Устян А.Р. Между «государством» и «корпорацией» или новая философия политического управления. // Феномен человека. Актуальные проблемы социально-гуманитарных наук и образования: межвузовский сборник статей. Московский областной гуманитарный институт. Выпуск 4. – Подольск: Ваш Домъ, 2016. С. 225-228. 0, 25 п.л. http://my-files.ru/0b0bye (сборник целиком http://my-files.ru/z80j4k)
- 3.  Устян А.Р. Концептуальные основы геополитической стратегии Армении в XXI веке // Армения и МіР. Сборник статей. М.: Институт социальных наук, 2013. 1,0 п.л. http://my-files.ru/wimaa3
- 4.  Устян А.Р. Внешняя политика Петра I и Армянский вопрос // Армения и МіР. Сборник статей. М.: Институт социальных наук, 2013. 1,15 п.л. http://my-files.ru/mi2vve
- 5.  Устян А.Р., Захарян Г.С. Роль армян-халкидонитов в становлении России // Материалы международной научно-практической конференции «Общероссийская и национальная идентичность». Пятигорск. 19-20 апреля 2012. 0,3 п.л.
- 6.  Устян А.Р. Византийская политология: теория и практика. Учебник. М., 2009. 17 п.л.
- 7.  Устян А.Р. Политическая философия русского византизма и ареввизма. М., 2009. 22,5 п.л.
- 8. Устян А.Р. Неписаные конституции Византии и Великобритании и Конституция США: политологический анализ // Вестник Российского университета дружбы народов. Серия политология. - 2008. – №5. 0,3 п.л. http://cyberleninka.ru/article/n/nepisanye-konstitutsii-vizantii-i-velikobritanii-i-konstitutsiya-ssha-politologicheskiy-analiz или http://my-files.ru/ygm68d
- 9. Устян А.Р. Византизм Леонтьева К.Н. // Россия и современный мир: проблемы политического развития. М.: Институт Бизнеса и Политики, 2008. 0,2 п.л.
- 10. Устян А.Р. Византия, Запад и Россия: философский историко-политологический анализ // Бизнес и политика в России: национальные интересы в контексте глобализации. М.: Институт Бизнеса и Политики, 2008. 0,3 п.л.
- 11. Устян А.Р., Афанасьев В.В. Политический византизм Константина Леонтьева // Социология. – 2008. - №3. 1,0 п.л. http://my-files.ru/5nqzwf (c. 80-95)
- 12. Устян А.Р. Неовизантизм: цивилизационная миссия России в XXI веке // Безопасность Евразии. - 2007. - №4, октябрь-декабрь. 2,0 п.л. http://kuznetsovvn.ru/files/2007_4.pdf (c. 350-366) или http://my-files.ru/zt2chd
- 13. Устян А.Р. Основополагающие принципы и подходы по созданию Христианской политической системы и Президентской Монархии в России на основе политической философии неовизантизма и Христианского социального учения. М., 2007. 3,3 п.л. http://my-files.ru/aebsuj
- 14. Устян А.Р. Политическая философия ареввизма. М., 2007. 41 п.л.
- 15. Устян А.Р. Политическая философия неовизантизма. М.: Институт ВСК ГПУ, 2005. 13,5 п.л.
- 16. Устян А.Р. Образование и геополитика или процесс формирования «геообразовательного поля» в XXI веке. М.: ВСК ГПУ, 2005. 0,3 п.л.
- 17. Устян А.Р. Политическая концепция неовизантизма. М.: Институт социальных наук, 2003. 29 п.л.
- 18. Устян А.Р. Образование как геополитический фактор // Образование в век глобализации. М.: МСЭУ, 2003. 0,2 п.л.
- 19. Устян А.Р. Неовизантизм как евразийская геополитическая стратегия развития России в XXI веке. М.: Институт социальных наук, 2002. 12,3 п.л.
- 20. Устян А.Р. Лоббизм как фактор, влияющий на принятие политических решений в США // Избирательный процесс. М.: МНЭПУ, 2001. - №5-6. 0,2 п.л.
- 21. Устян А.Р. Византизм и евразийство как геополитические стратегии развития России в XXI веке. М.: Полтекс, 2000. 3,5 п.л.
- 22. Устян А.Р. Геополитический аспект внешнеполитической стратегии России // Вестник МГУ, сер.12. Политические науки. М., 2000. – №6. 0,25 п.л.
- 23. Устян А.Р. Внешнеполитическая безопасность России: геополитические координаты // Вопросы истории, современности и права. М.: МНЭПУ, 2000. – №3. 0,25 п.л.
- 24. Устян А.Р. Геоэкономические конфликты в геополитической стратегии развития России в XXI веке // Конфликт: социальный, политический, юридический. М.: МНЭПУ, 2000. – №4. 0,3 п.л.
- 25. Устян А.Р. Геополитический аспект во внешнеполитической стратегии России // Актуальные проблемы современности глазами молодежи. М.: МНЭПУ, 2000. –  №1. 0,25 п.л.